# Siuna
Siuna – miasto w Nikaragui; 16 500 mieszkańców (2006). Przemysł spożywczy, włókienniczy. Znajduje się tu port lotniczy Siuna.